# Origbaajo Ismaila
Origbaajo Ismaila (4 de agosto de 1998) es un futbolista nigeriano que juega como delantero en el Tochigi S. C. de la J2 League.

## Trayectoria

### Clubes
| Club                             | País     | Año       |
| -------------------------------- | -------- | --------- |
| Gateway United F. C.             | Nigeria  | 2016      |
| Cercle de Joachim S. C. (cedido) | Mauricio | 2018      |
| Fukushima United F. C.           | Japón    | 2019-2021 |
| Kyoto Sanga F. C.                | Japón    | 2021-2023 |
| F. C. Sheriff Tiraspol (cedido)  | Moldavia | 2023      |
| Tochigi S. C. (cedido)           | Japón    | 2023      |
| Tochigi S. C.                    | Japón    | 2024-     |

## Palmarés

### Títulos nacionales
| Título                | Club                   | País     | Año  |
| --------------------- | ---------------------- | -------- | ---- |
| Superliga de Moldavia | F. C. Sheriff Tiraspol | Moldavia | 2023 |
| Copa de Moldavia      | F. C. Sheriff Tiraspol | Moldavia | 2023 |